# Roździeń
Roździeń (niem. Rosdzin) – część Katowic, położona we wschodnim rejonie miasta, w dzielnicy Szopienice-Burowiec, nad Rawą.
Historia Roździenia sięga XIV wieku, gdy była po raz pierwszy wzmiankowana jako wieś na ziemi mysłowickiej. Była osadą wiejską, a także rozwijała się jako znaczący ośrodek kuźniczy – tu urodził się Walenty Roździeński. Od lat 30. XIX wieku rozwija się tu przemysł hutniczy, a także powstają pierwsze kopalnie węgla kamiennego. W 1846 roku do Roździenia dociera kolej. W 1930 Roździeń i Szopienice połączono w jedną gminę, noszącą od 1934 roku nazwę Szopienice. Od 1959 roku Szopienice wraz z Roździeniem zostały włączone do Katowic. Po likwidacji przemysłu ciężkiego w latach 90. XX wieku rozwijają się tutaj inne gałęzie gospodarki, a Roździeń pozostaje ośrodkiem wielofunkcyjnym.

## Geografia

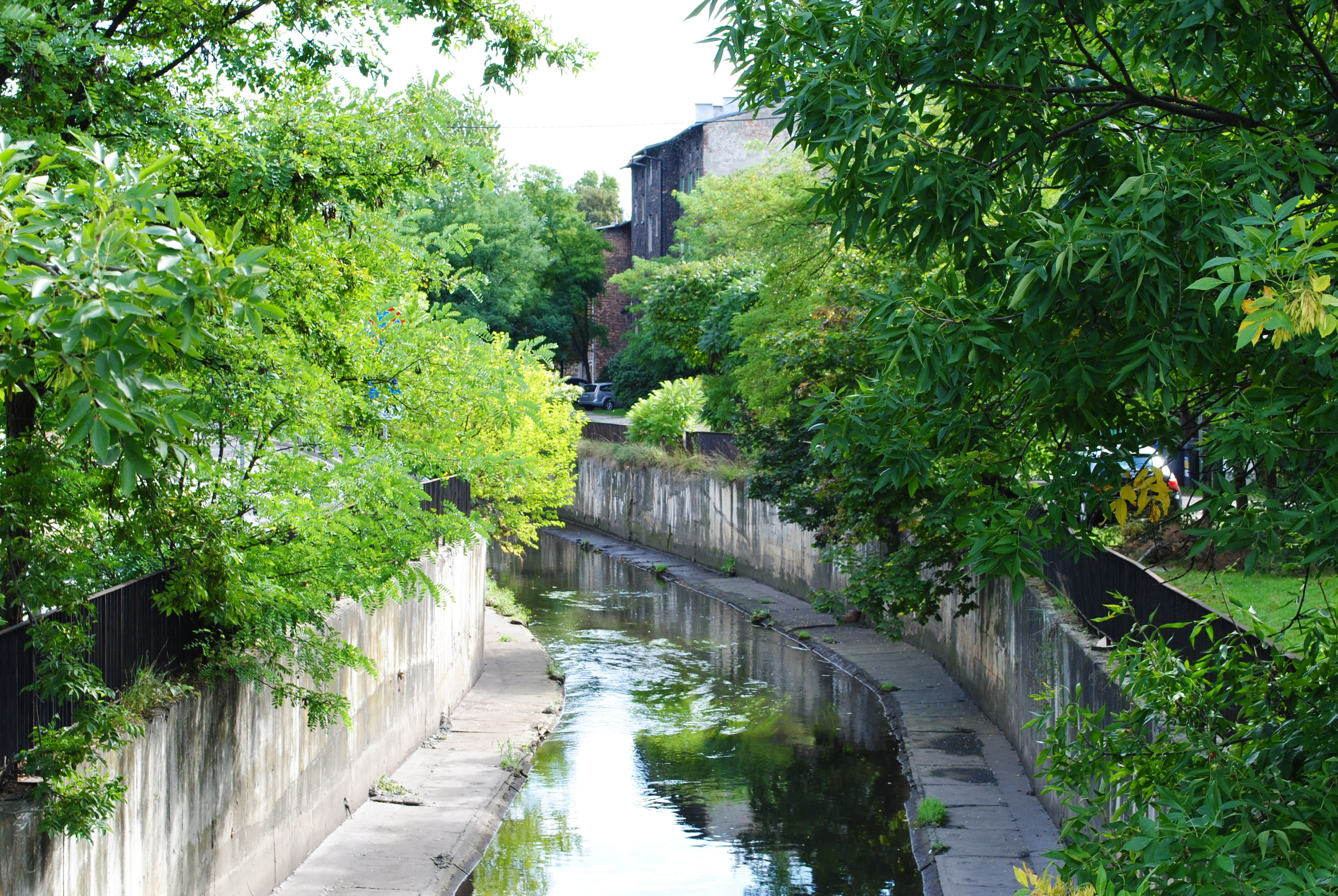
Rawa na wysokości ulicy Obrońców Westerplatte

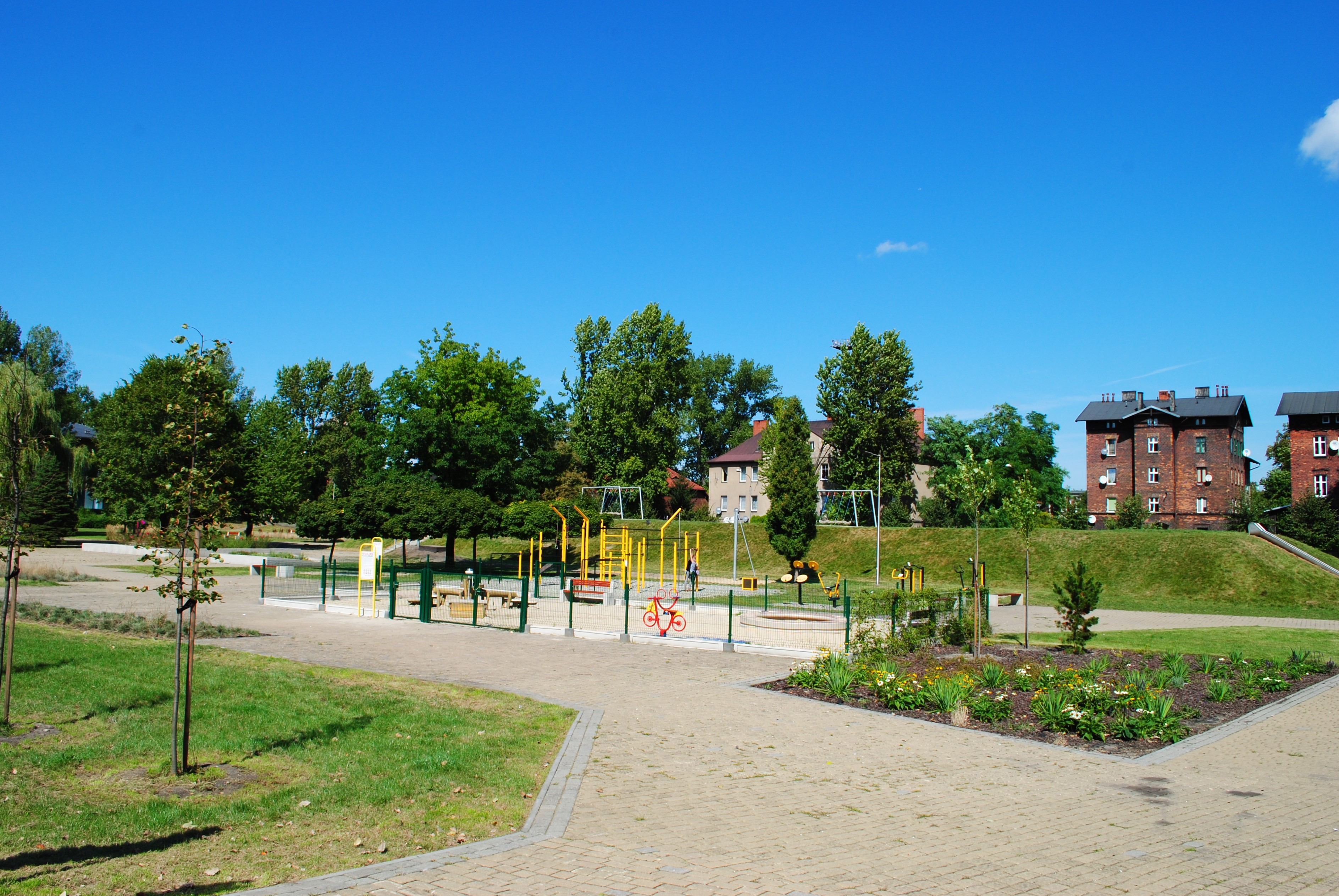
Park Olimpijczyków w Roździeniu

Roździeń pod względem administracyjnym położony jest w województwie śląskim i stanowi część Katowic w dzielnicy Szopienice-Burowiec. Graniczy on od zachodu z Zawodziem, od północy z Burowcem i Borkami, od wschodu z Szopienicami, natomiast od południa z Bagnem i dalej z Janowem.
Według podziału fizycznogeograficznego Jerzego Kondrackiego Roździeń znajduje się w mezoregionie Wyżyna Katowicka (341.13), natomiast pod względem historycznym znajduje się we wschodniej części Górnego Śląska.
Pod względem budowy geologicznej Roździeń położony jest w zapadlisku górnośląskim, które wypełnia utwory pochodzące z karbonu (głównie zlepieńce, piaskowce i łupki ilaste zawierające pokłady węgla kamiennego). W Roździeniu powierzchniowe utwory karbonu występują wzdłuż ulicy J. Korczaka, a także w na obszarze położonym na północ od ulicy Wandy, przy granicy z Burowcem. Na pozostałym obszarze utwory karbońskie są prawie w całości przykryte przez warstwy pochodzące z czwartorzędu (z plejstocenu i holocenu), składające się z piasków i żwirów glacjalnych i fluwioglacjalnych. Utwory te powstały pod wpływem trwających w plejstocenie zlodowaceń, natomiast warstwy holoceńskie w postaci osadów rzecznych wypełniają dolinę Rawy.
Najwyższy punkt Roździenia, położony na ulicy J. Korczaka, wznosi się powyżej 270 m n.p.m. Obszar ten znajduje się w jednostce morfologicznej Wyżyna Siemianowicka, natomiast środkowa część osady położona jest w Obniżeniu Rawy. Tam też znajduje się najniżej położony punkt – przy granicy z Szopienicami, wynoszący około 255 m n.p.m. Gleby Roździenia posiadają IV klasę bonitacyjną.
Klimat Roździenia nie wyróżnia się zbytnio od klimatu dla całych Katowic, a jedynie jest modyfikowany przez lokalne czynniki (topoklimat). Występuje tu klimat umiarkowany przejściowy z przewagą prądów oceanicznych nad kontynentalnymi. Średnia roczna temperatura w wieloleciu 1961–2005 dla stacji na Muchowcu wynosiła 8,1 °C, a średnia roczna suma opadów dla wielolecia 1951–2005 wynosiła 713,8 mm.
Przez Roździeń z zachodu na wschód przepływa Rawa, która jest położona w dorzeczu Wisły. W zlewni Rawy położona jest większa część Roździenia, natomiast rejon Borek znajduje się w zlewni Brynicy. Znaczna część obszaru Roździenia jest silnie przekształcona przez człowieka, zwłaszcza w rejonie ulicy Roździeńskiej i zachodniej części ulicy 11 Listopada, gdzie występuje przeważnie roślinność ruderalna. W Roździeniu występuje szereg parków i obszarów urządzonych, w tym skwery: Ernesta Prittwitza, Edmunda Gryglewicza i Walentego Roździeńskiego, natomiast we wschodniej części, w sąsiedztwie z Szopienicami położony jest park Olimpijczyków i skwer Janusza Sidły.

## Nazwa
Według niemieckiego językoznawcy Heinricha Adamy’ego nazwa wywodzi się od polskiego określenia rozdziału, rozdzielenia. W swoim dziele o nazwach miejscowych na Śląsku wydanym w 1888 roku we Wrocławiu jako najstarszą nazwę wymienia Rozdzien podając jej znaczenie Geteilter, absgetrennter Ort czyli w języku polskim Podzielona, rozdzielona miejscowość. Nazwa została później fonetycznie zgermanizowana na Rosdzin i utraciła swoje pierwotne znaczenie. Do nazwy nawiązuje herb miejscowości ukazujący dwa ule.

## Historia

### Początki i okres do XIX wieku
Roździeń wraz z sąsiednimi Szopienicami powstały około XIII wieku, a pierwsza wzmianka na ich temat to akt darowizny z 1360 roku, kiedy to książę raciborski Mikołaj II opawski podarował kilka wsi w rejonie Mysłowic (w tym Szopienic i Roździenia) Ottonowi z Pilicy. W dokumencie sprzedaży dóbr pszczyńskich wystawionym przez Kazimierza II cieszyńskiego w języku czeskim we Frysztacie w dniu 21 lutego 1517 roku wieś została wymieniona jako Rozdien. Osada wówczas rozwijała się wzdłuż dzisiejszej ulicy Obrońców Westerplatte, która przez długi okres była głównym szlakiem Roździenia.
Roździeń często zmieniał swoją przynależność. W 1474 roku Roździeń poszedł w zastaw przez Wacława III rybnickiego do Jakuba Dembińskiego – wojewody sandomierskiego, a w 1536 roku właścicielem Roździenia stał się Stanisław Salomon. W 1656 roku Krzysztof Mieroszewski nabył na licytacji Roździeń i Szopienice. Dobra Mieroszewskiego w 1678 roku zostały przekształcone w ordynację mysłowicką.
Do połowy XVI wieku Roździeń był wolnym sołectwem, kiedy to w 1546 roku Stanisław Salomon wykupił je. W tym samym roku powstała w Roździeniu nad Roździanką (Rawą) i stawem Żabińcem kuźnica, założona przez kuźnika imieniem Szych. Kuźnik otrzymał od Stanisława Salomona prawo m.in. na wieczne dziedziczenia sołectwa, a także prawo do korzystania z lasów celem wybudowania mielerzy do wypalania węgla drzewnego. Drugim kuźnikiem był prawdopodobnie ojciec Walentego Roździeńskiego – Jakub Brusiek. Z Roździenia pochodzi też pierwszy polski i jeden z pierwszych podręczników metalurgicznych Europy, autorstwa śląskiego kuźnika Walentego Roździeńskiego pt. Oficcina ferraria abo hutá i warstat z kuźniami szlachetnego dzieła żelaznego (wydana w Krakowie w 1612 roku). Walenty Roździeński w 1595 roku stał się właścicielem kuźni w Roździeniu, lecz próbując uzyskać prawa szlacheckie skonfliktował się z Katarzyną Salomonową i rok później w Roździeniu pozostała tylko żona i siostry Walentego Roździeńskiego. Kuźnica pozostała czynna do 1830 roku. Znajdowała się ona przy dzisiejszej ulicy Obrońców Westerplatte.

### Okres rewolucji przemysłowej (XIX wiek)

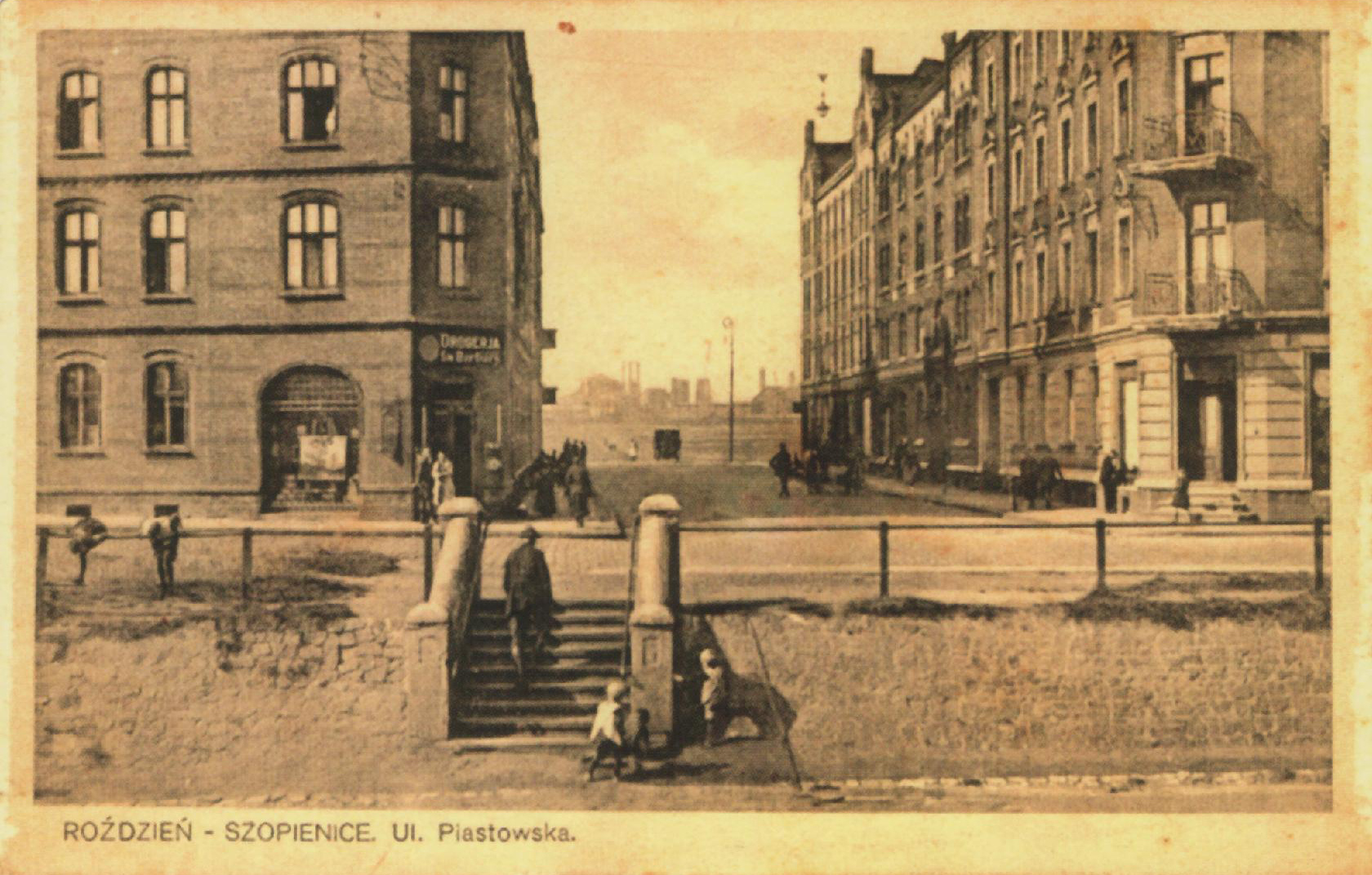
Ulica 11 Listopada w Roździeniu na początku XX wieku

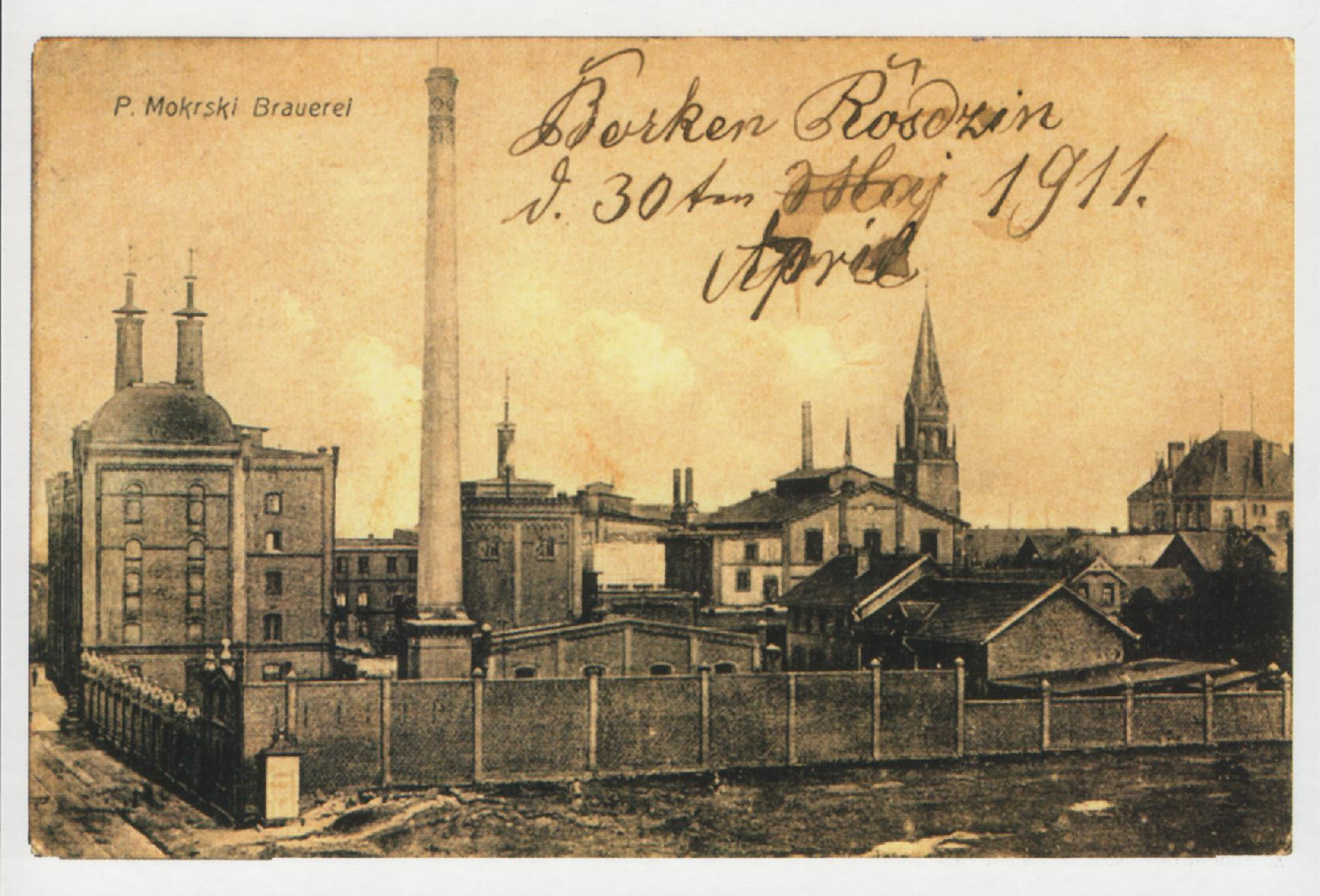
Zabudowa dawnego browaru Mokrskich przy ulicy Obrońców Westerplatte

W 1783 roku w Roździeniu mieszkało 114 osób. Trzydzieści lat później wieś liczyła 225, a w 1830 roku 392 osoby. Znaczny przyrost liczby ludności nastąpił II połowie XIX wieku. Wówczas to w 1855 roku Roździeń zamieszkiwało 1 457 osób, a w 1910 roku było ich około 12 tysięcy. Wzmożony przyrost ludności związany był z rewolucją przemysłową, trwającą w Roździeniu od I połowy XIX wieku. W tamtym czasie w rejonie Roździenia i okolicy powstały: huta cynku „Wilhelmina” i żelaza „Dietrich” (w miejscu dawnej Kuźnicy Roździeńskiej; w rejonie obecnego skrzyżowania ulicy Obrońców Westerplatte, ulicy Bednarskiej i ulicy Morawa), a także kopalnie węgla kamiennego: „Louisensglück”, „Elfriede” i „Guter Traugott”.
W 1826 roku powstała pierwsza szkoła w Roździeniu, do której chodzili również uczniowie z sąsiednich Szopienic. Wzniesiono również kolonie robotnicze. W latach 1860–1865 powstła kolonia Morawa, a w 1890 roku w rejonie ulic Lwowskiej i Wałowej osiedle familoków.
W 1868 roku otwarto na w rejonie granicy Szopienic i Roździenia stację kolejową Szopienice Północne na linii Kolei Prawego Brzegu Odry łączącej Wrocław z Dziedzicami (ob. Czechowice-Dziedzice) przez Olesno, Tarnowskie Góry, Bytom, Siemianowice. Pszczynę. Dwa lata później powstał także przystanek kolejowy Szopienice Południowe na wcześniej już otwartej linii Katowice – Mysłowice / Sosnowiec. W 1900 roku do Roździenia doprowadzono linię tramwajową łączącą Królewską Hutę przez Hajduki (obecnie Chorzów Batory), Katowice i Zawodzie do Mysłowic.

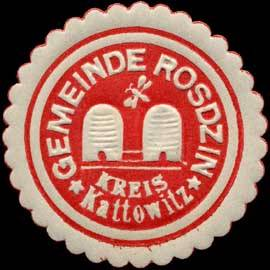
Zalepka dawnej gminy Roździeń

W latach 1882–1887 w Roździeniu znajdowała się dyrekcja zarządzająca hutami i kopalniami spółki Georg von Giesches Erben. W latach 1906–1908 powstał przy ulicy J. Korczaka szpital hutniczy dla 110 łóżek, posiadający oddział chirurgiczny, ginekologiczny, wewnętrzny i chorób zakaźnych. Budynek ten został zaprojektowany został przez Jerzego i Emila Zillmannów. Pod koniec XIX wieku powstał duży browar w rejonie ulic ks. bp. H. Bednorza i Obrońców Westerplatte. Jego właścicielem był mieszkaniec Roździenia – Mokrski.
W dniu 24 lutego 1872 (bądź 1 lipca 1871) roku erygowano rzymskokatolicką parafię św. Jadwigi Śląskiej. Dnia 15 października 1884 roku odbyła się uroczystość poświęcenia kamienia węgielnego pod budowę kościoła parafialnego na granicy Szopienic i Roździenia. Jej budowę ukończono w 1887 roku, natomiast kościół konsekrowano 1 maja 1902 roku. W 1888 roku założono cmentarz ewangelicki, a 13 marca 1899 roku w Roździeniu rozpoczęła się budowa ewangelickiego kościoła Zbawiciela. 25 kwietnia 1899 odbyła się uroczystość poświęcenia kamienia węgielnego, a 6 marca 1901 roku poświęcono kościół. W przełomie XIX i XX wieku dochodzi do integracji dwóch sąsiednich osad – Szopienic i Roździenia. Pomiędzy nimi rozwija się wspólne centrum w rejonie ulic: Lwowskiej, ks. bp. H. Bednorza i J. Kantorówny, gdzie prócz kościołów powstał również budynek szkoły (współczesne siedziba VI Liceum Ogólnokształcące) i centrum handlowe.

### XX wiek
Mieszkańcy Roździenia aktynie brali udział w powstaniach śląskich. Podczas plebiscytu 5 696 mieszkańców gminy głosowało za przyłączeniem Górnego Śląska do Polski, natomiast powstańcy z Roździenia w trakcie III powstania śląskiego walczyli m.in. nad Odrą i pod Górą św. Anny.
Z powodu wielkiego kryzysu gospodarczego w latach trzydziestych XX wieku unieruchomiono wiele zakładów przemysłowych, co doprowadziło do wzrostu bezrobocia i strajków. Do jednego z większych strajków doszło w 1935 roku w reaktywowanej w 1933 roku kopalni „Szczęście Luizy”, kiedy to górnicy okupujący kopalnię żądali wypłacenia zaległych zarobków i niezamykania kopalni.
Mimo iż Szopienice i Roździeń przez stulecia miały tych samych właścicieli i leżały w bezpośrednim sąsiedztwie, ich połączenie administracyjne nastąpiło dopiero w 1930 pod wspólną nazwą Roździeń-Szopienice, a od 1934 pod nazwą Szopienice. W 1951 roku nadano Szopienicom prawa miejskie, a 31 grudnia 1959 roku włączono je do Katowic.
Na początku lat 90. XX wieku, 1 stycznia 1992 roku podzielono Katowice na 22 pomocnicze jednostki samorządowe, a obszar Roździenia wszedł w granicę dzielnicy Szopienice-Burowiec. W dniu 27 stycznia 2023 roku doszło do wybuchu w budynku plebanii ewangelicko-augsburskiej wspólnoty parafialnej, w wyniku którego życie straciły dwie osoby, a sam budynek został zniszczony.

## Gospodarka

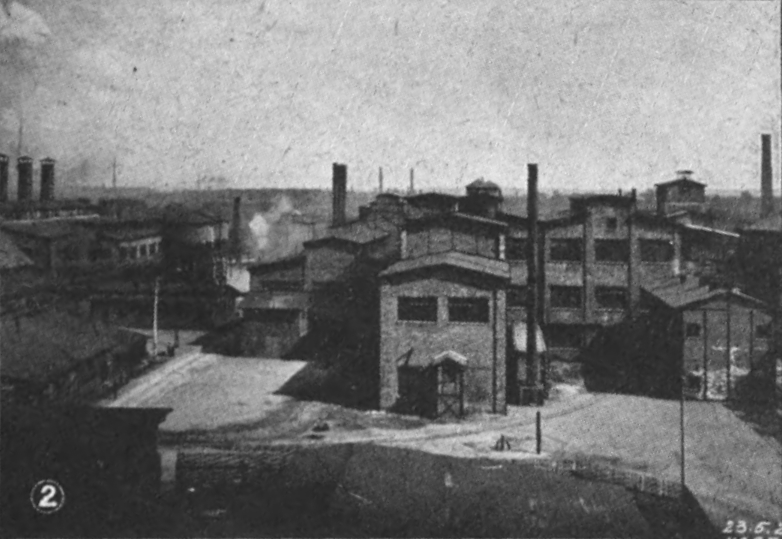
Dawne zakłady elektrolityczne huty cynku „Bernhardi” w Roździeniu

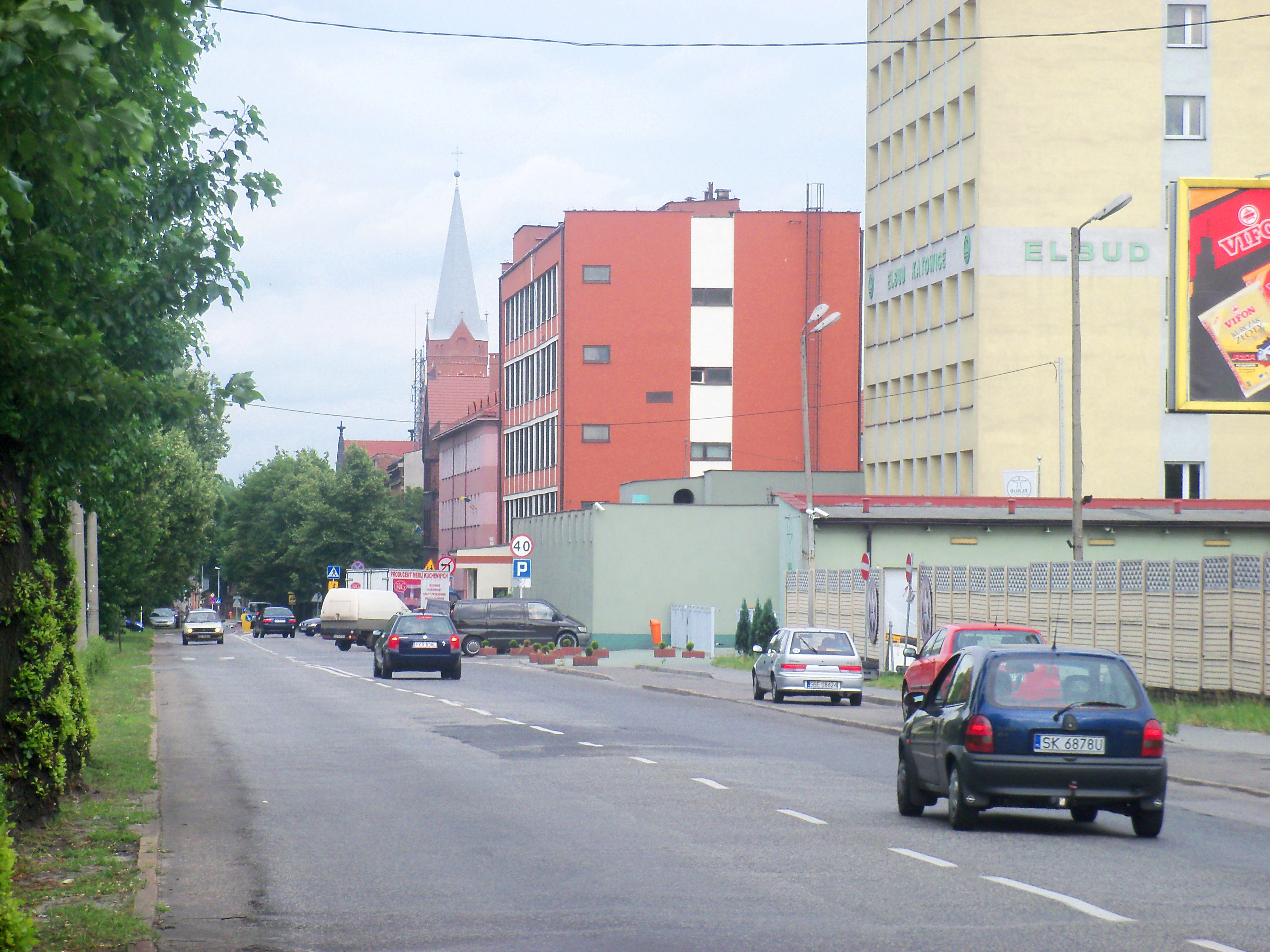
Biura przedsiębiorstw ZETOM (pośrodku) i ELBUD (po prawej)

Roździeń przed rewolucją przemysłową był znaczącym ośrodkiem kuźniczym. Tutaj, w 1546 roku nad obecną Rawą powstała kuźnia, która pozostawała czynna do 1830 roku. Znajdowała się ona przy dzisiejszej ulicy Obrońców Westerplatte. Ponadto pod koniec XIV wieku powstał folwark, a czego większość obszarów to były lasy. W połowie XVIII wieku specjalizował się on w hodowli owiec. Folwark znajdował się na końcu dzisiejszej ulicy ks. bp. H. Bednorza.
W I połowie XIX wieku Roździeń przekształcił się w osadę przemysłową. W tamtym czasie w rejonie Roździenia i Szopienic powstały: huta cynku „Wilhelmina” (w 1834 roku) i huta żelaza „Dietrich” (1836 rok), a także kopalnie węgla kamiennego: „Louisensgluck” (1838 rok; od 1922 roku „Szczęście Luizy”; pierwszym właścicielem zakładu był Józef Heintze z Dębu), „Elfriede” (1839 rok; właścicielem był Franz von Winckler) i „Guter Traugott” (rok wcześniej). Właścicielem hut była rodzina Wincklerów.
W 1856 roku powstała kopalnia „Wildensteinssegen”, a w 1875 roku prażalnia blendy cynkowej oraz pierwsza fabryka kwasu siarkowego „Huta Recke”. Około dwadzieścia lat później powstała huta „Bernhardi”. Spółka Georg von Giesches Erben wykupiła do 1865 roku kopalnie „Elfriede” i „Wildensteinssegen”, które włączyli w 1883 roku do kopalni „Giesche” (późniejszy „Wieczorek”).
W Roździeniu rozwijał się też przemysł piwowarski. Pod koniec XIX wieku został duży browar w rejonie ulic ks. bp. H. Bednorza i Obrońców Westerplatte. Jego właścicielem był mieszkaniec Roździenia – Mokrski. Zakład został zamknięty przed I wojną światową z powodu dużej konkurencji ze strony browarów tyskich.
W 1927 roku rozpoczęła działalność Polska Wytwórnia Sygnałów Kolejowych „Ropag”, która znajdowała się przy dzisiejszej ulicy ks. bp. H. Bednorza. Zatrudniała ona około 120 pracowników. W 1935 roku zakład zbankrutował. Z powodu wielkiego kryzysu gospodarczego w latach trzydziestych XX wieku unieruchomiono wiele zakładów przemysłowych, w tym huty „Wilhelmina” i „Bernhardi”, a także prażalnię „Lieres” i fabrykę kwasu siarkowego „Huta Recke”. W 1933 roku wznowiono wydobycie w kopalni węgla kamiennego „Szczęście Luizy”.
Po 1989 roku gospodarka w rejonie Roździenia przeszła restrukturyzację. Zakłady przemysłowe obecnie zlokalizowane są głównie w rejonie Bagna oraz przy ulicy Obrońców Westerplatte (zachodni odcinek). Według stanu z września 2020 roku, z większych zakładów zlokalizowane są tu następujące przedsiębiorstwa: 
- Zakłady Badań i Atestacji ZETOM im. Prof. F. Stauba (ul. ks. bp. H. Bednorza 17) – zakład zajmujący się badaniami i atestacją wyrobów[46],
- ELBUD (ul. ks. bp. H. Bednorza 19) – zakład budownictwa elektroenergetycznego wysokich i najwyższych napięć[47],
- Rockwell Automation Polska (ul. Roździeńska 49)[48] – firma z branży automatyki przemysłowej i rozwiązań informatycznych[49].

## Transport

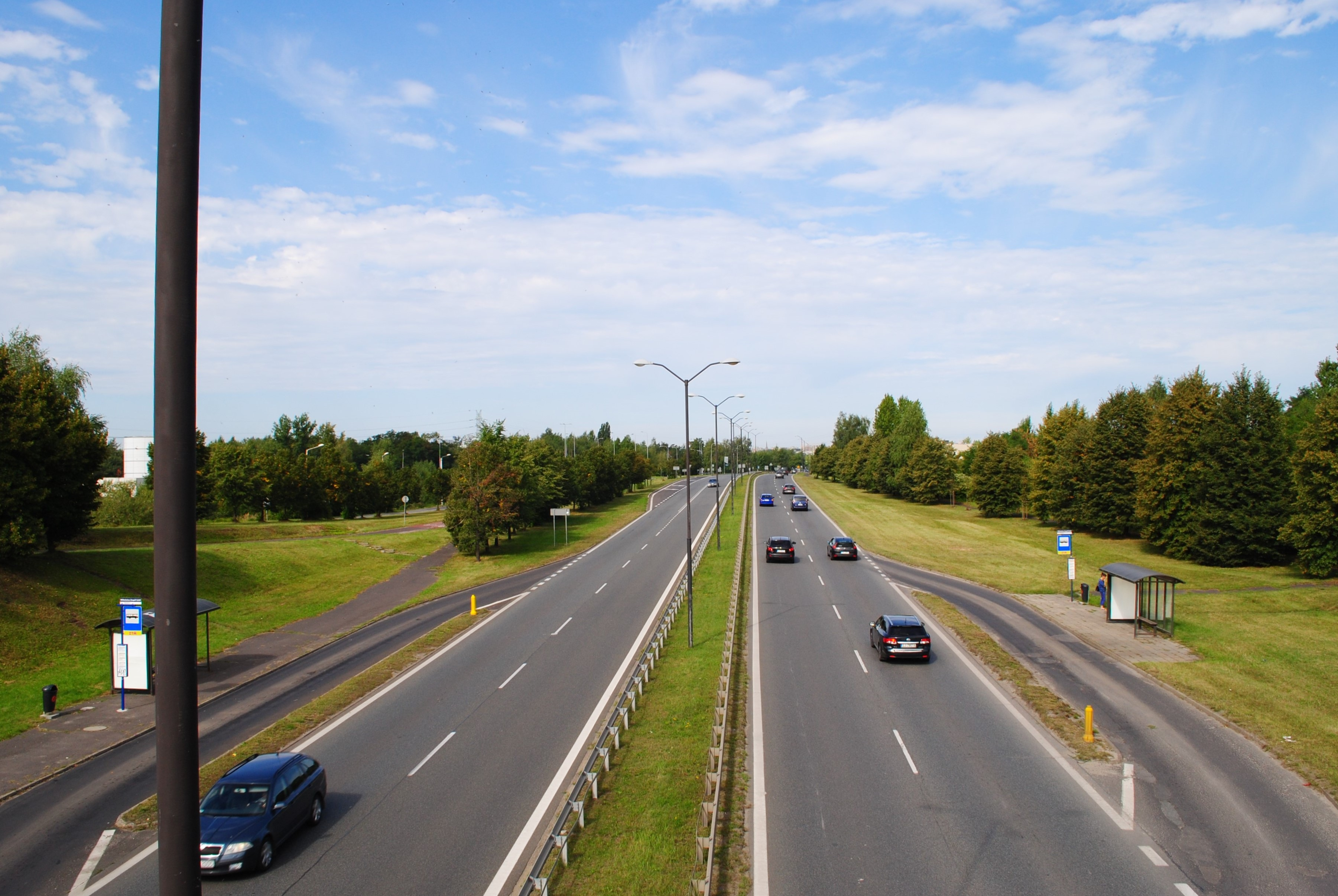
Ulica Bagienna na wysokości ul. Szopienickiej w pobliżu Roździenia

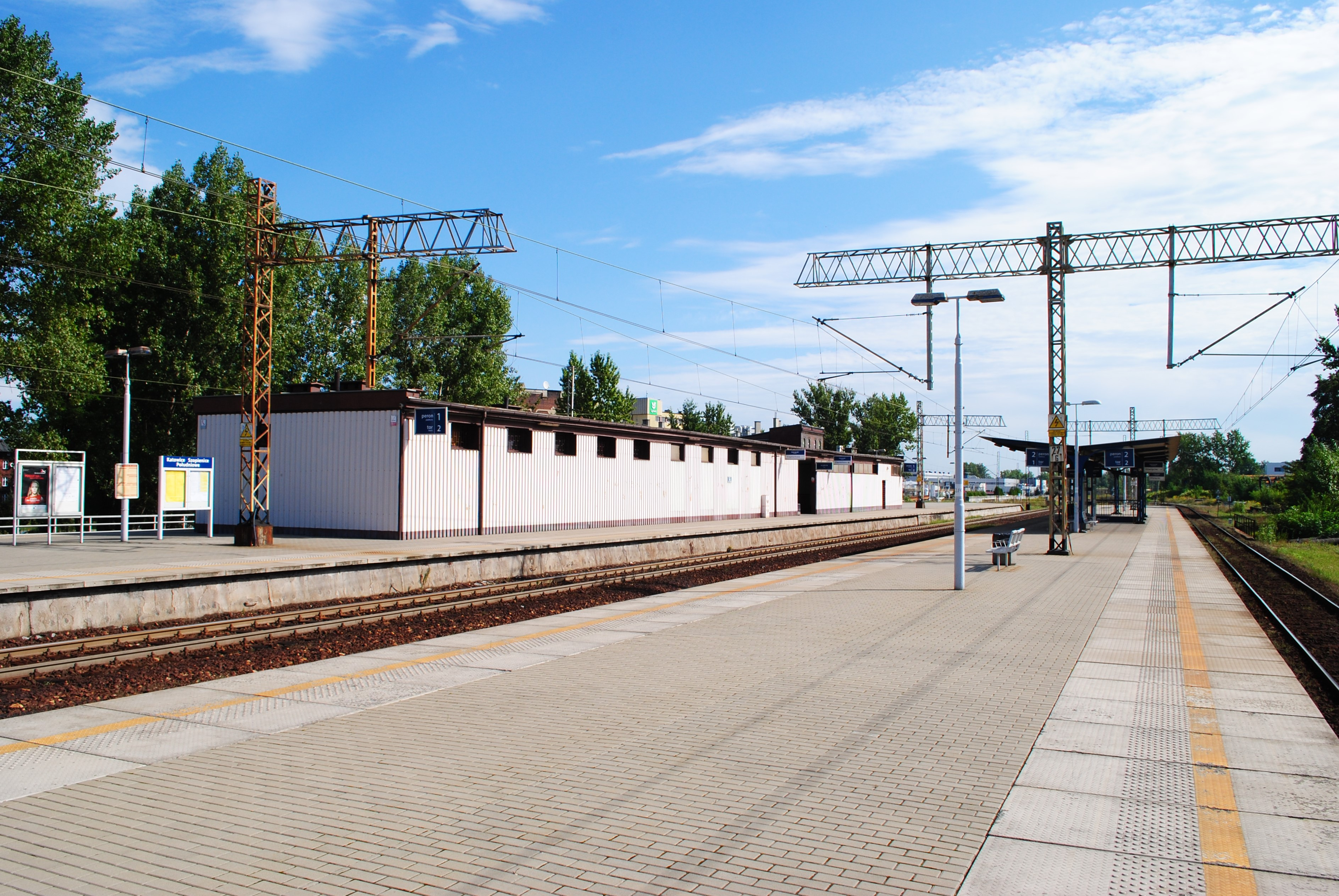
Przystanek osobowy Katowice Szopienice Południowe

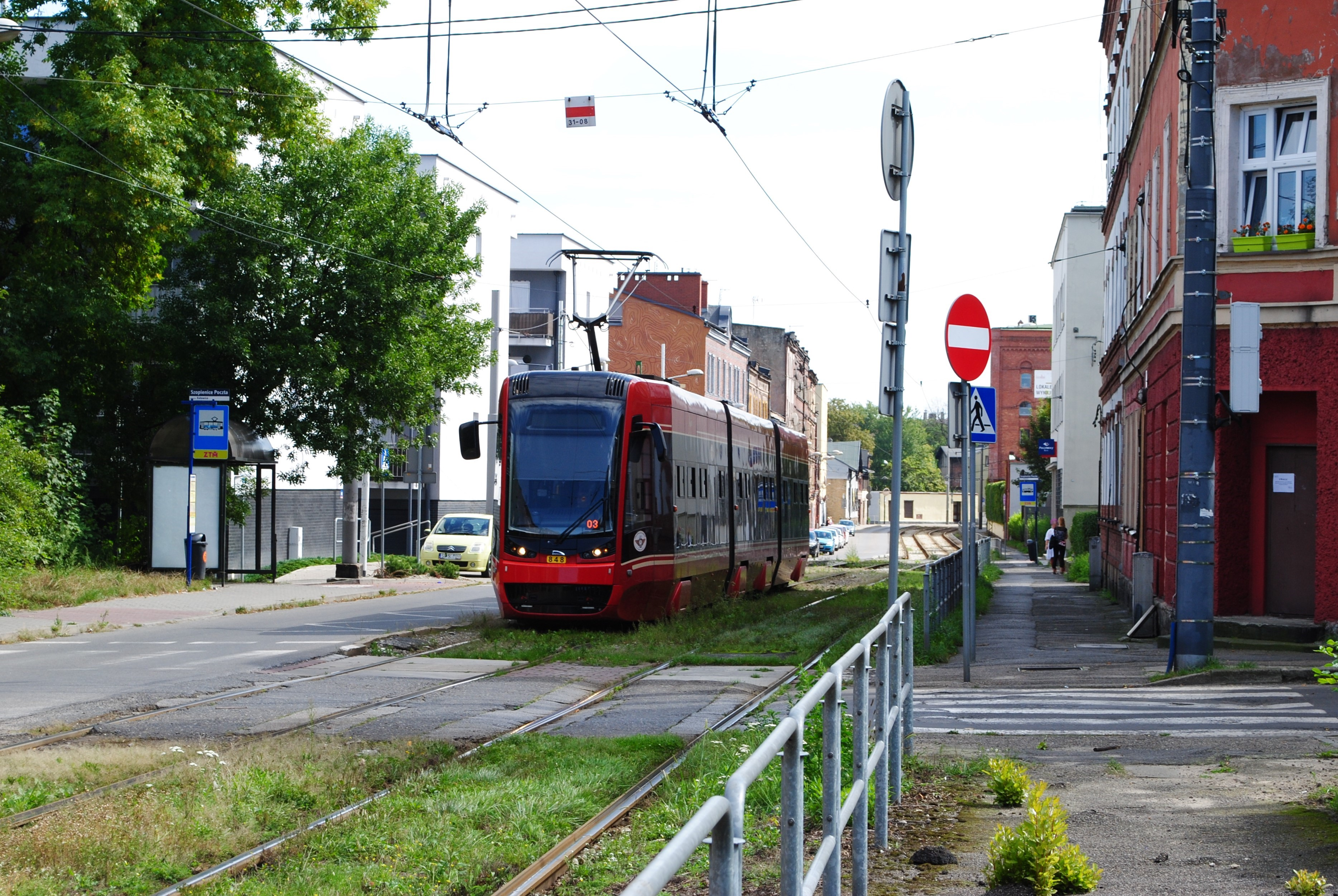
Tramwaj Pesa Twist 2012N na ulicy Obrońców Westerplatte

Główną drogą o zasięgu ponadlokalnym przebiegającą przez Roździeń jest ulica Bagienna (część drogi krajowej nr 79). Biegnie ona w południowej części Roździenia, w rejonie Bagna, w kierunku wschód-zachód. Zapewnia ona połączenie dzielnicy w kierunku zachodnim z Chorzowem i Bytomiem, a w kierunku wschodnim z Mysłowicami, Jaworznem, Chrzanowem i Krakowem. Przy skrzyżowaniu z ulicami Obrońców Westerplatte, Krakowskiej i 1 Maja tworzy duży węzeł drogowy z bezkolizyjnymi zjazdami.
W ruchu wewnątrzmiejskim podstawowe znaczenia mają drogi zbiorcze, a przez Roździeń biegną następujące z tych dróg:
- Ulica Lwowska – biegnie w rejonie granicy Roździenia i Szopienic w osi północ-południe; w kierunku południowym zapewnia połączenie z droga krajową nr 79 i dalej z Janowem[5],
- Ulica Obrońców Westerplatte – biegnie równoleżnikowo przez Rozdzień i w kierunku zachodnim łączy tę część Katowic z Burowcem i Zawodziem[50],

Na granicy Szopienic i Roździenia znajduje się centralny punkt, w którym krzyżują się najważniejsze wewnętrzne drogi tego rejonu Katowic (ulice: Obrońców Westerplatte, Wiosny Ludów, Lwowska i ks. bp. H. Bednorza) – jest nim plac Powstańców Śląskich Znajduje się tu m.in. stacja rowerów miejskich Metrorower.
Do pozostałych ważniejszych dróg znajdujących się w Roździeniu należą ulice:
- Ulica ks. bp. Herberta Bednorza – droga lokalna[51]; pierwotnie omijała ona zabudowę Roździenia od południa jako część szlaku Szopienice – Katowice[43]; biegnie od placu Powstańców Śląskich za wschodzie do skrzyżowania z ulicą Obrońców Westerplatte w północnym zachodzie[5]; znajduje się przy niej m.in. zespół zabudowy dawnego browaru i słodowni braci Mokrskich, ewangelicki kościół Zbawiciela i willa Jacobsena[45],
- Ulica Janusza Korczaka – droga lokalna[51]; łączy Roździeń z Borkami w kierunku północnym[5]; znajduje się przy niej zabudowa dawnego szpitala hutniczego[53],
- Morawa – droga lokalna[51]; okala ona centralna część dzielnicy od strony północnej; łączy ulicę Obrońców Westerplatte na zachodzie z Szopienicami i dalej z Sosnowcem w kierunku wschodnim[5].

Pierwszą linę kolejową do Roździenia oddano do użytku 3 października 1846 roku (obecnie fragment linii kolejowej nr 138) w ramach budowy linii kolejowej łączącej Wrocław z Mysłowicami przez Towarzystwo Kolei Górnośląskiej. Znajdowała się tu otwarta w 1870 roku stacja Szopienice Południowe (obecnie przystanek osobowy Katowice Szopienice Południowe). Roździeń zyskał jeszcze jedno połączenie w ramach oddzielnej linii, wybudowanej przez Kolej Prawego Brzegu Odry. Łączyła ona Tarnowskie Góry z Pszczyną. Oddano ją do użytku 15 listopada 1868 roku, a na granicy Roździenia i Szopienic wybudowano na niej osobną stację (obecnie Katowice Szopienice Północne). Obecnie dla ruchu pasażerskiego wykorzystywany jest przystanek osobowy Katowice Szopienice Południowe. Wg stanu ze stycznia 2021 roku kursowały tu pociągi Kolei Śląskich w kierunku Częstochowy, Gliwic, Kluczborka, Oświęcimia, Tychów i Krakowa. Polregio również organizował w tym czasie połączenia w kierunku Krakowa oraz do Kielc, Sędziszowa, Buska-Zdroju i Rzeszowa.
Tramwaje przez Roździeń kursują od 1900 roku w ramach budowy trasy z Królewskiej Huty przez Hajduki (Chorzów Batory), Katowice, Szopienice i Mysłowice. Koncesję na wybudowanie linii uzyskała spółka Oberschlesische Dampfstraßenbahn, która 31 października tego samego roku oddała linię do użytku. Do 1975 roku przy ulicy ks. bp. H. Bednorza funkcjonowała zajezdnia tramwajowa.
Kursują tu autobusy i tramwaje kursujące na zlecenie Zarządu Transportu Metropolitalnego. W Szopienicach i Roździeniu znajduje się łącznie 14 przystanków, z czego z przystanku Szopienice Kościół, zlokalizowanego na granicy obydwu części Katowic odjeżdża 9 linii autobusowych (w tym jedna nocna), a także 4 linie tramwajowe. Autobusy zapewniają połączenia Roździenia z większością dzielnic w Katowicach, a także z sąsiednimi miastami: Mysłowicami, Chorzowem, Siemianowicami Śląskimi i Mikołowem. Tramwaje łączą Roździeń z Mysłowicami, Sosnowcem, a także Chorzowem przez dzielnice Katowic: Zawodzie, Śródmieście i Załęże.

## Architektura i urbanistyka

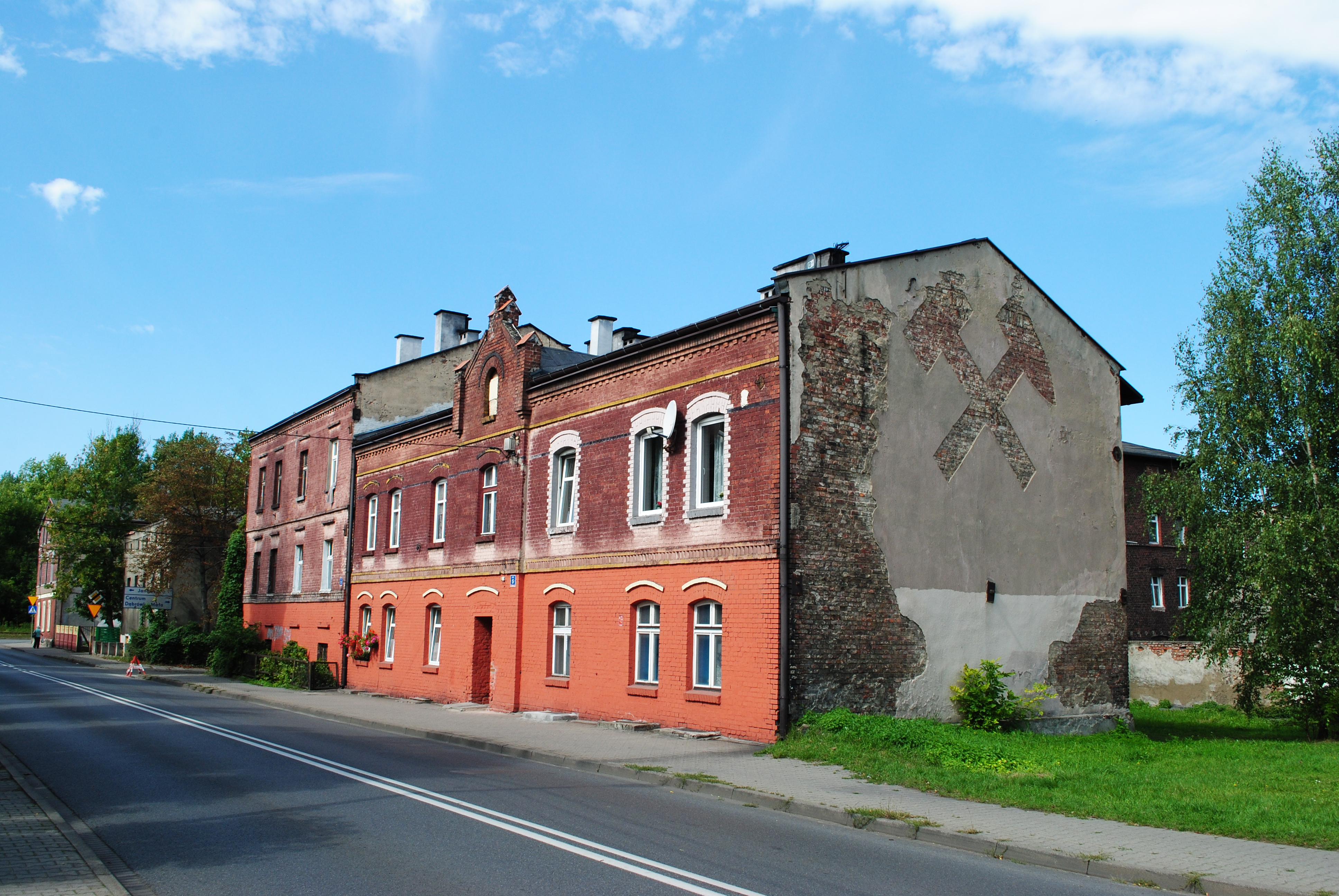
Familoki przy ulicy Morawa

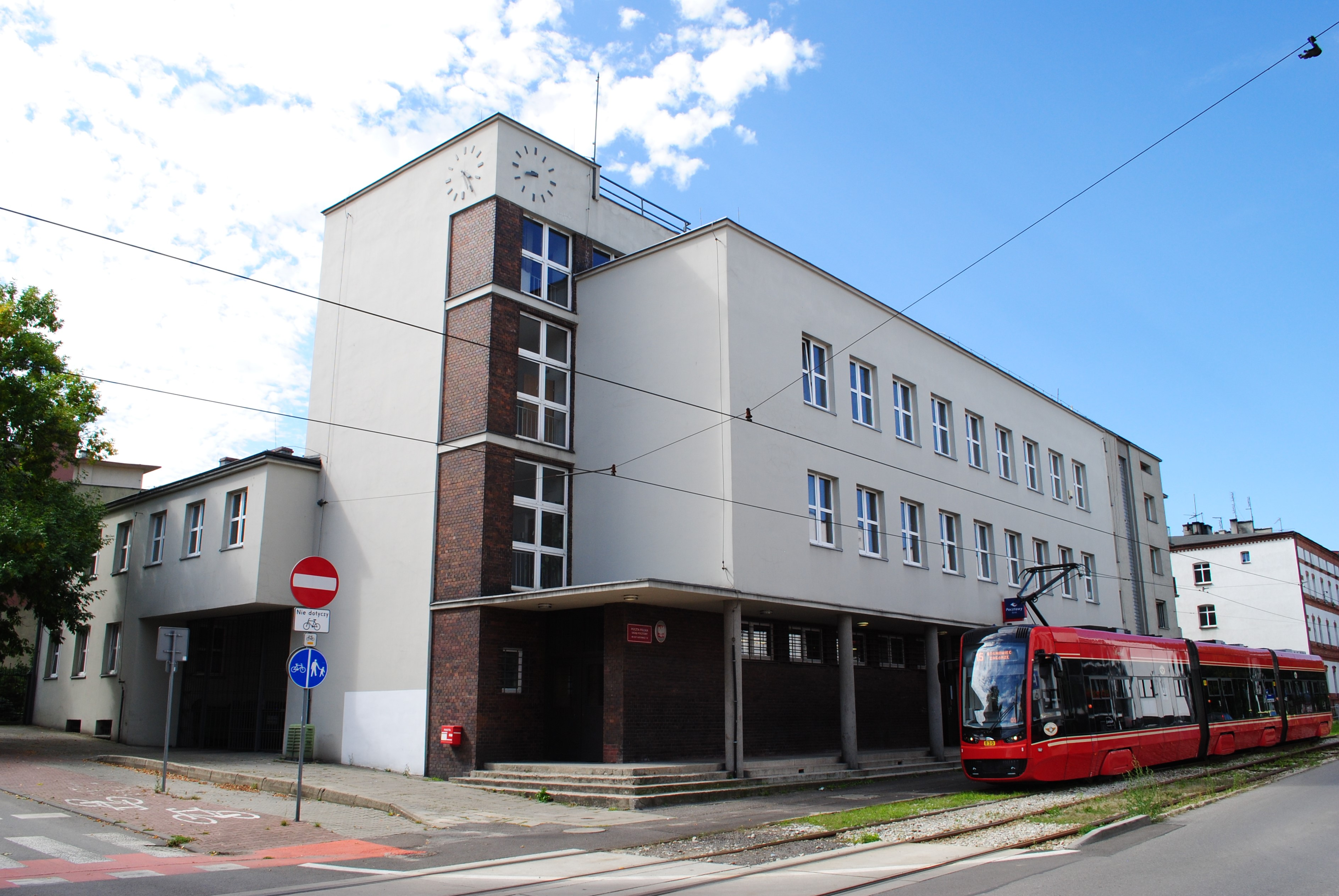
Budynek poczty przy ul. Obrońców Westerplatte z lat 1931–1932

Obszar Roździenia został zabudowany w dużej mierze w przełomie XIX i XX wieku, z czego część powstałych wówczas budynków jest wpisana do rejestru zabytków. Najstarsze, istniejące obecnie budynki koncentrują się w zachodniej części ulic: Morawa, ks. bp. H. Bednorza, Obrońców Westerplatte i w Borkach. Do 1922 roku powstała znaczna część obecnej zabudowy. W latach międzywojennych powstawały pojedyncze obiekty, głównie wzdłuż ulicy Obrońców Westerplatte, w tym wzniesiony w latach 1931–1932 roku budynek o numerze 17, gdzie mieści się Urząd Pocztowy Katowice 14. Projektantami gmachu byli warszawscy architekci – Jan Najman i Julian Puterman-Sadłowski. W latach 1945–1989 nowa zabudowa była lokalizowana głównie na terenach przemysłowych oraz w zachodniej części ulicy ks. bp. H. Bednorza i ulicy M. Wańkowicza. Przy tych dwóch ostatnich ulicach budynku powstały w latach 50. i 60. XX wieku. Rozbudowano również rejon ulicy J. Korczaka w rejonie nr. 22-40 (głównie w latach 50. XX wieku). Po 1989 roku powstało niewiele nowych budynków. Wśród nich są trzy czterokondygnacyjne budynki mieszkalne przy ulicy Obrońców Westerplatte, oddane do użytku w listopadzie 2017 roku.
W Roździeniu znajdują się następujące obiekty wpisane do rejestru zabytków:
- Kościół Ewangelicko-Augsburski pw. Zbawiciela (ul. ks. bpa H. Bednorza 20); wpisany do rejestru zabytków 30 grudnia 2002 roku (nr rej.: A/76/02); wpis do rejestru zabytków obejmuje budynek kościoła wraz z najbliższym otoczeniem w ramach działki (z wyjątkiem ogrodzenia); kościół zaprojektował architekt H. Ritschel, wzniesiono go w latach 1898–1901, w stylu neogotyckim, z cegły klinkierowej; w otoczeniu znajdowała się neogotycka plebania, wybudowana w latach 1907–1908, zniszczona w wyniku wybuchu gazu w styczniu 2023 roku[53][61],
- Zespół zabudowy dawnego browaru i słodowni braci Mokrskich (ul. ks. bp. H. Bednorza 2a-6); wpisany do rejestru zabytków 13 listopada 1992 roku (nr rej.: A/1506/92); granice ochrony konserwatorskiej obejmują cały zespół zabudowań wraz z otoczeniem, jego układ przestrzenny, zieleń oraz ciągi komunikacyjne[53][45],
- Zabytkowy budynek administracyjny (tzw. willa Jacobsena) z początku XX wieku (ul. ks. bp. H. Bednorza 60); wpisany do rejestru zabytków 17 czerwca 1982 roku (nr rej.: A/1291/82); granice ochrony obejmują obiekt w ramach ogrodzenia[53],
- Walcownia cynku (ul. 11 Listopada) z lat 1903–1904; wpisany do rejestru zabytków 23 czerwca 2010 roku (nr rej.: A/308/10)[53]; mieści się tam Muzeum Hutnictwa Cynku[62].
- Budynek główny szpitala (ul. J. Korczaka 27) z lat 1906–1908; wpisany do rejestru zabytków 14 lutego 2012 roku (nr rej.: A/368/12),
- Wieża wodna (ul. J. Korczaka) z 1912 roku; wpisana do rejestru zabytków 29 października 1990 roku (nr rej.: A/1418/90)[53].

## Oświata

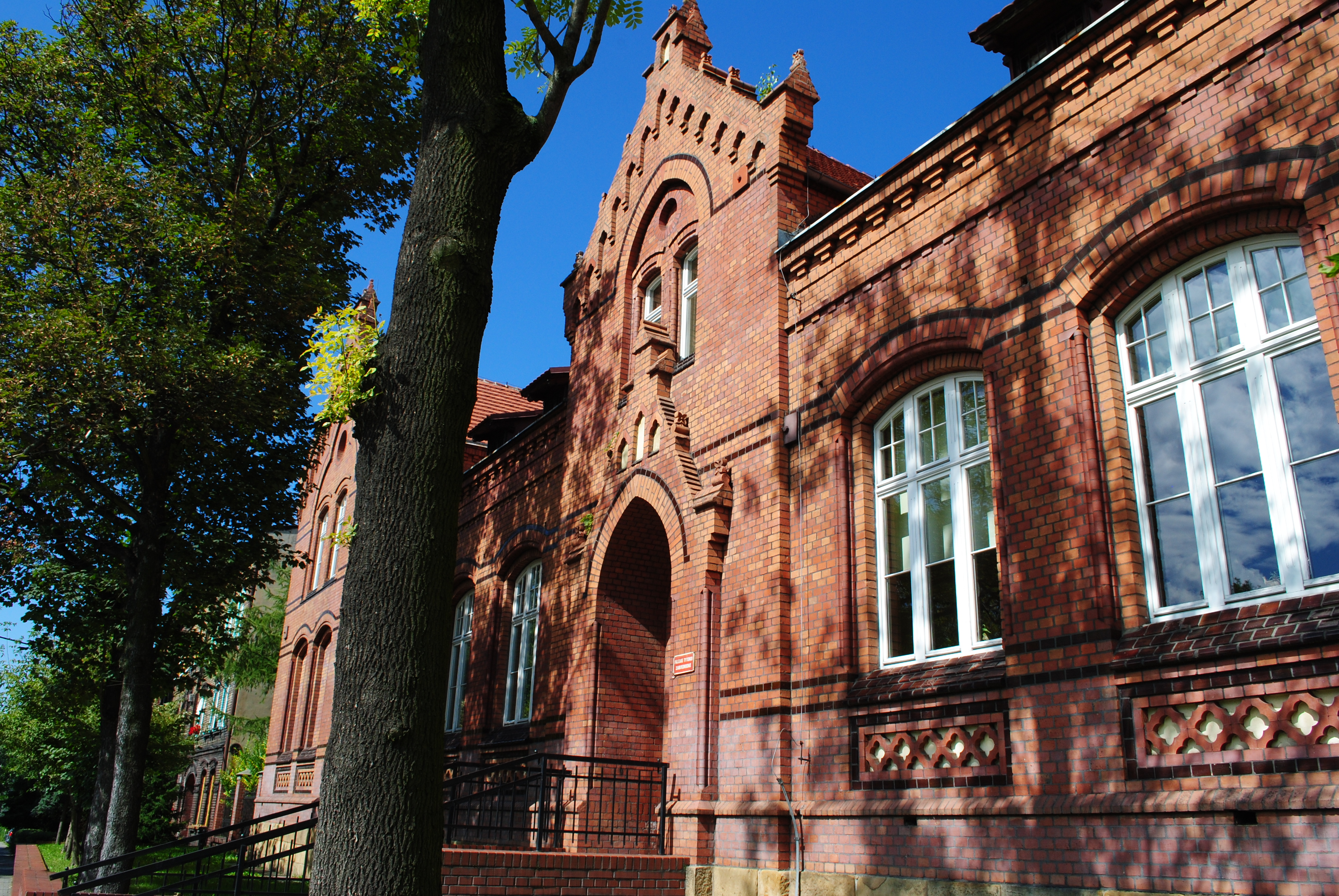
Gmach szkoły Podstawowej nr 45 im. Kornela Makuszyńskiego w Katowicach przy ulicy J. Korczaka

Pierwsza szkoła powszechna w Roździeniu została oddana do użytku w 1826 roku. Była ona budynkiem drewnianym, a uczęszczali do niej również uczniowie z pobliskich Szopienic. Nowa, murowana szkoła, znajdująca się przy dzisiejszej ulicy ks. bp. H. Bednorza, powstała w 1857 roku (budynek szkoły wyburzono prawdopodobnie w pierwszej połowie XX wieku). Wówczas to językiem wykładowym był język polski, natomiast niemiecki był językiem pomocniczym. W tym samym roku założono prywatną szkołę ewangelicką, gdzie wykładano w języku niemieckim. Znajdowała się ona także przy ulicy ks. bp. H. Bednorza.
W dniu 18 listopada 1902 roku otwarto uroczyście do użytku Katolicką Szkołą Powszechną nr 2 w Roździeniu na rogu ulic J. Korczaka i Siewnej (obecnie Szkoła Podstawowa nr 45 im. Kornela Makuszyńskiego w Katowicach). O konieczności jej budowy przesądziło kilka czynników, w tym wzrastająca liczba mieszkańców Roździenia oraz przepełnienie szkoły w Borkach przy ulicy J. Korczaka 95. Szkołę w latach 1908–1909 rozbudowano o nowy budynek na rogu ulic J. Korczaka i Wandy. W 1914 roku w Roździeniu znajdowały się cztery szkoły katolickie, w których uczyło 44 nauczycieli oraz jedna szkoła ewangelicka z pięcioma nauczycielami.
W 1923 roku w Roździeniu przy obecnej ulicy Brynicy 3 powstało Komunalne Gimnazjum Koedukacyjne, którego założycielem był ks. Wiktor Siwek. Była to pierwsza polska szkoła średnia na terenie Roździenia i Szopienic. W latach 1926–1934 nauczycielem historii był tutaj Kazimierz Gołba. Zlikwidowano je w 1934 roku.
Dnia 3 sierpnia 1949 roku powołano Szkołę Przemysłową Śląskich Zakładów Przemysłu Tłuszczowego i Chemicznego, a w 1951 roku oddano do użytku nowy budynek szkolny przy ulicy ks. bp. H. Bednorza 15 (obecnie Zespół Szkół Przemysłu Spożywczego im. Józefa Rymera – I Wojewody Śląskiego w Katowicach). Przy ulicy ks. bp. H. Bednorza 13 znajduje się również Szkoła Podstawowa nr 55 Specjalna w Katowicach. Powstała ona w 1936 roku, a rok później rozpoczyna edukację w obecnym budynku szkoły. Początkowo, powstały na początku XX wieku budynek był szkołą ewangelicką, do której uczęszczały dzieci z Janowa, Szopienic, Roździenia i Dąbrówki Małej. Do 1976 roku w budynku przy ulicy ks. bp. H. Bednorza 1 funkcjonowała Szkoła Podstawowa nr 41, po czym budynek przekształcono w dom handlowy.

## Kultura

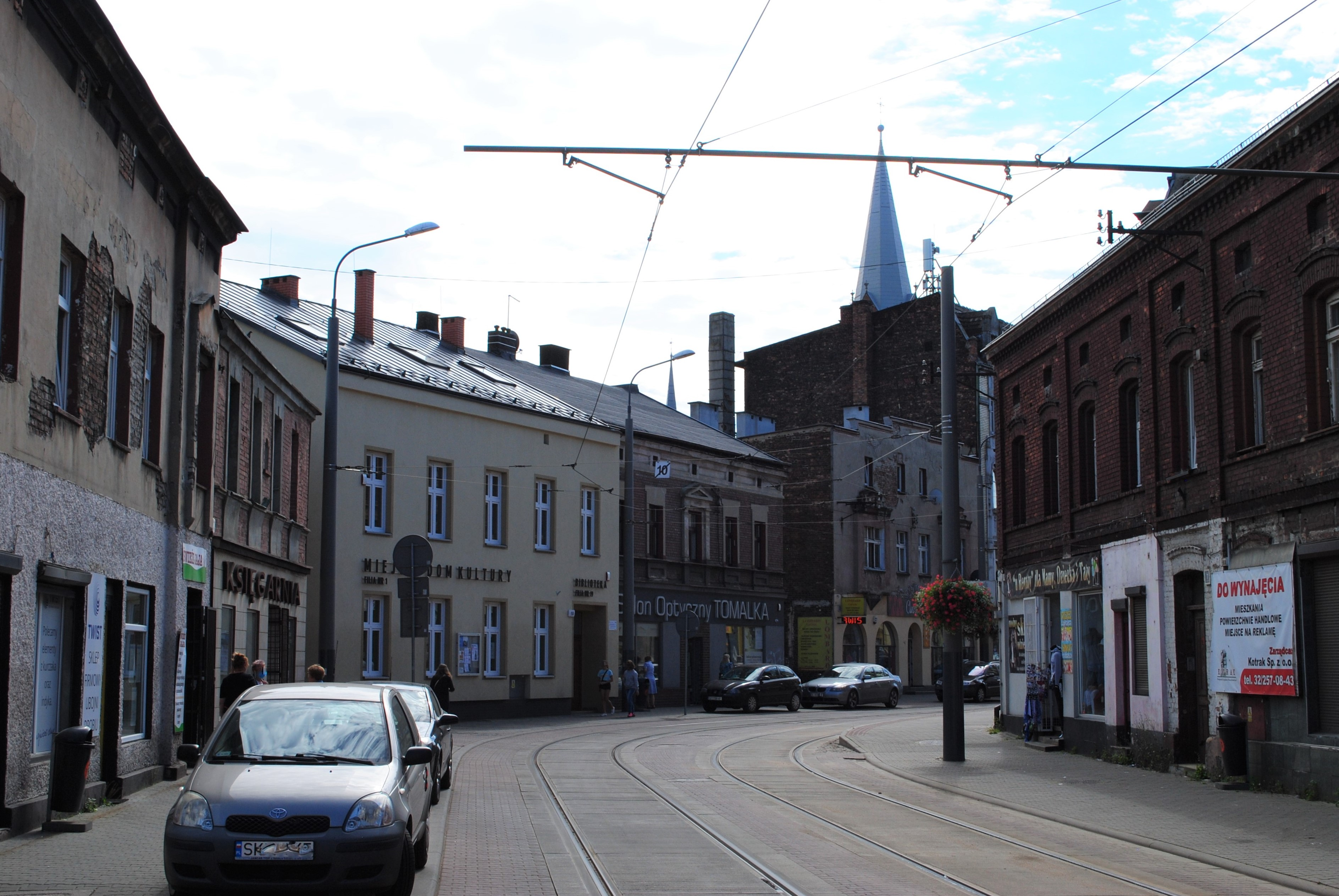
Filia nr 1 Miejskiego Dom Kultury „Szopienice-Giszowiec” przy ulicy Obrońców Westerplatte 10 (pośrodku)

Pierwsze organizacje kulturalne, wspólne dla mieszkańców Roździenia i Szopienic, powstawały w II połowie XIX wieku. W latach 1882–1889 funkcjonowało Katolickie Kasyno, które wystawiało w sąsiednich miejscowościach liczne sztuki teatralne. W 1909 roku zespół zagrał spektakl w Teatrze Ludowym w Krakowie. W 1910 roku w sąsiednich Szopienicach powstał chór mieszany im. Stanisława Wyspiańskiego, który działał również w Roździeniu. W 1904 roku powołano w Roździeniu gniazdo „Sokoła”, reaktywowane po I wojnie światowej w grudniu 1918 roku.
Od 1994 roku w Roździeniu i Szopienicach funkcjonowała fundacja PRO-EKO Szopienice, która została powołana z inicjatywy Szopienickiego Komitetu Obywatelskiego. Od 1995 do 2017 roku wydawała ona miesięcznik Roździeń. Organizowała ona też liczne wydarzenia kulturalne, w tym Dni Szopienic, wystawy fotograficzne czy wydanie pocztówek z widokami Szopienic i Roździenia. Fundacja została zlikwidowana w 2019 roku. Od 2016 roku w Szopienicach działa Fundacja z Pasją, która prowadzi warsztaty teatralne
Na granicy Szopienic i Roździenia, przy ulicy Obrońców Westerplatte 10, zlokalizowany jest Filia nr 1 Miejskiego Dom Kultury „Szopienice-Giszowiec”, a także Filia nr 19 Miejskiej Biblioteki Publicznej w Katowicach.

## Religia

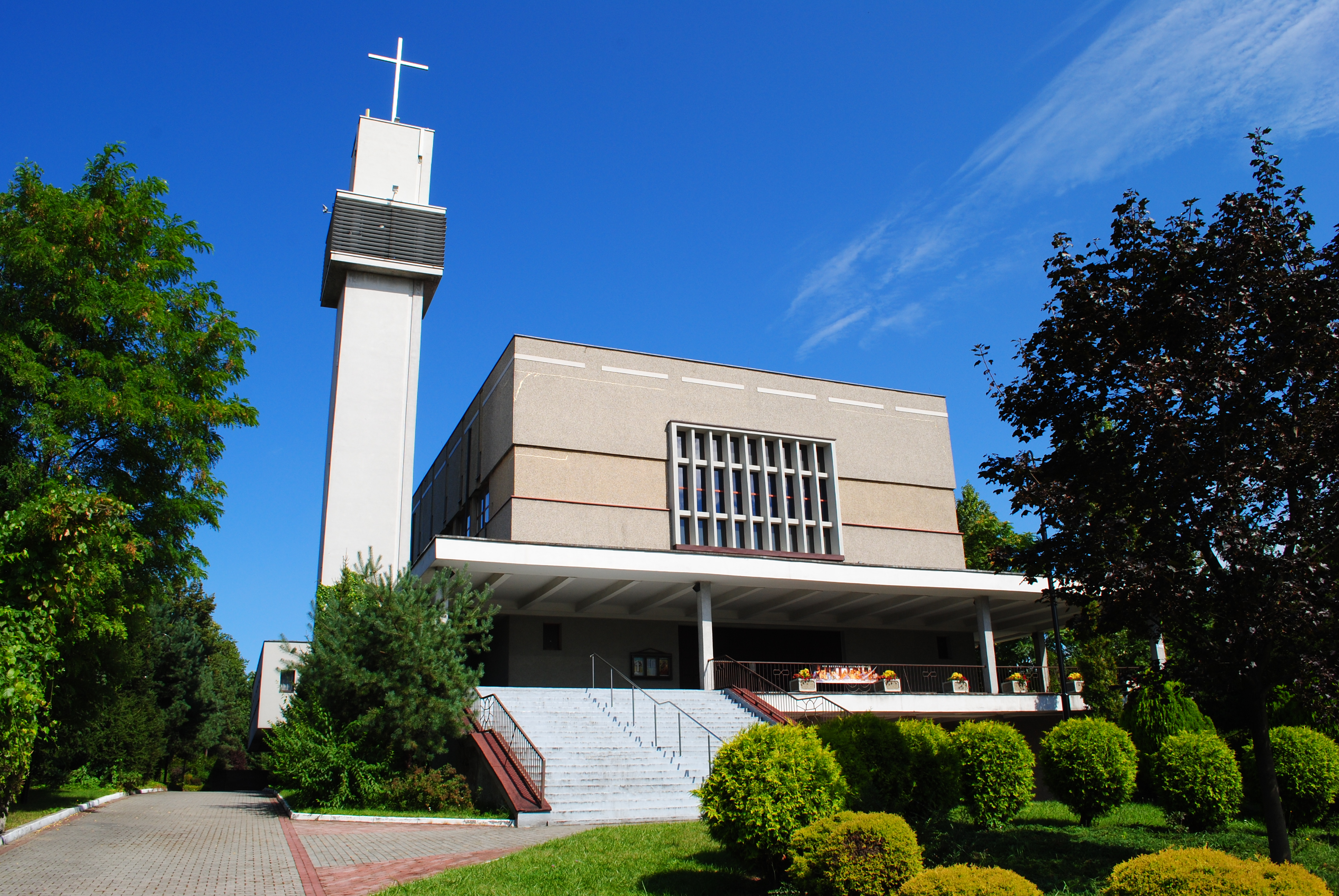
Kościół Matki Bożej Nieustającej Pomocy przy ulicy Siewnej

Teren Roździenia podlega parafii Zbawiciela Kościoła Ewangelicko-Augsburskiego w RP. Parafia należy do diecezji katowickiej. Posiada ona swoją siedzibę przy ulicy ks. bp. H. Bednorza 20. Parafia powstała w 1885 roku jako filiał Roździeń Parafii Ewangelicko-Augsburskiej w Mysłowicach. Pierwotnie nabożeństwa odbywały się w wynajmowanych salach. Dopiero w 1899 roku rozpoczęto budowę kościoła ewangelickiego, którego poświęcenie nastąpiło 6 marca 1901 roku.
W rejonie granicy Roździenia i Burowca, przy ulicy Siewnej znajduje się rzymskokatolicki kościół Matki Bożej Nieustającej Pomocy. Inicjatywę budowy kościoła podjęto 25 marca 1957 roku. Wówczas to w parafii św. Jadwigi zebrał się komitet budowy kościoła. 13 maja 1958 roku postawiono krzyż na placu budowy, a 31 maja tego roku oddano do użytku drewnianą kaplice, którą erygowano 12 czerwca. Kaplice rozbudowywano, a zezwolenie na budowę kościoła uzyskano w maju 1979 roku. 25 maja 1980 roku erygowano parafię, natomiast budowę kościoła zakończono w całości 28 czerwca 1987 roku, kiedy to arcybiskup Damian Zimoń konsekrował górny kościół. Parafia Matki Bożej Nieustającej Pomocy znajduje się w dekanacie Katowice-Bogucice archidiecezji katowickiej.